# 池田町総合体育館 (岐阜県)

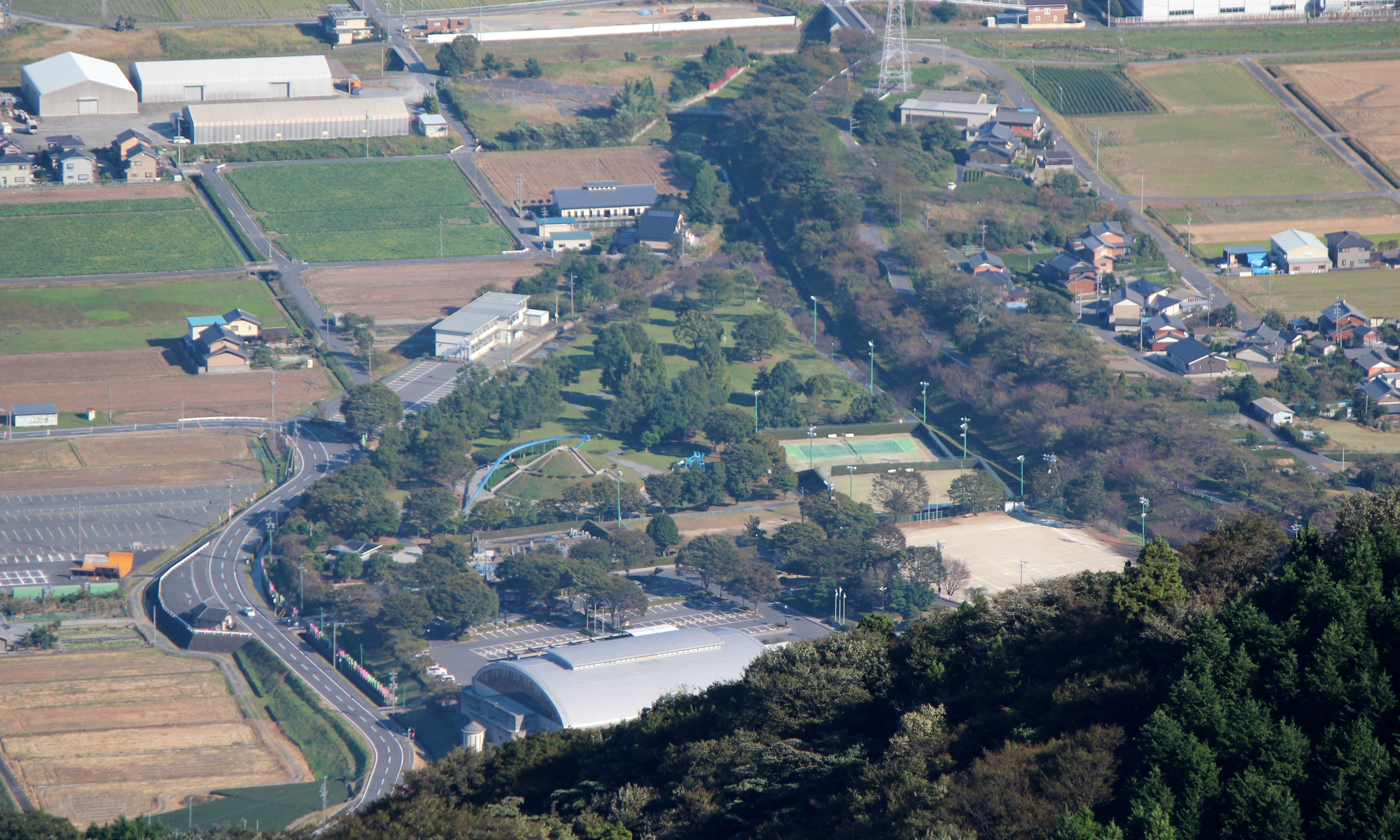
池田山から望む東山麓にある池田町総合体育館

池田町総合体育館（いけだちょうそうごうたいいくかん）は、岐阜県揖斐郡池田町にある池田町が管理運営する総合体育館である。
建物は1995年に岐阜県21世紀ふるさとづくり芸術賞（第1回・優秀賞）を受賞している。
岐阜県の主要体育館のひとつで、霞間ヶ渓スポーツ公園と隣接しており、同公園の多目的グラウンドやテニスコートのほか、ジャンボローラー滑り台やパターゴルフ場などの管理を行っている。また池田山の東山麓に位置し、近隣には池田山の急斜面の地形を利用した、ハンググライダー、パラグライダーの離陸所があるなど池田町のスポーツイベントの中心施設である。

## 施設
- 体育館 - 可能種目：バレーボール、バスケットボール、バドミントン、卓球、その他。
- 柔道場
- 剣道場
- トレーニングルーム

## 概要
- 休館日：月曜日
- 開館時間：8時30分～21時30分
- 所在地：〒503-2419 岐阜県揖斐郡池田町小寺722番地の1

## アクセス
- 養老鉄道 池野駅下車。徒歩20分。